# Jakob Kudsk Steensen
Jakob Kudsk Steensen (* 1987 in Køge, Dänemark) ist ein dänischer kooperativ arbeitender Künstler, der sich mit dem Erzählen von immersiven Umweltgeschichten durch 3D-Animation und Sound beschäftigt. Er lebt und arbeitet überwiegend in Berlin.

## Leben
Jakob Kudsk Steensen befasste sich in seiner Jugend bereits mit Videospielen, vorzugsweise solchen, in denen architektonische oder natürliche Landschaften zu schaffen waren. Er studierte an der Universität Aarhus, wo er sich zunächst mit Malerei beschäftigte, bald aber den Schwerpunkt auf Art and New Media legte. An der Universität Kopenhagen erwarb er 2014 den Master in Art History und anschließend an der Central Saint Martins University of Arts in London den Master in Fine Art.
Steensen gilt als ein Vorreiter im Umgang mit neuen künstlerischen und technologischen Praktiken. Er setzt aktuelle Entwicklungen in der Fotografie und im Bereich von Computerspielen ein, um mehrdimensionale Welten zu erschaffen, die sich auf die natürliche Umwelt beziehen und Ökosysteme sinnlich begreifbar machen. Durch die Zusammenarbeit u. a. mit Biologen, Komponisten und Schriftstellern schafft er poetische Interpretationen verborgener Naturphänomene. Nach intensiver Recherche (u. a. auch mit Sprachwissenschaftlern und Musikern) nutzt er meist die Makro Fotogrammetrie, die er in 3D-Animationen umsetzt, so dass das Kunstwerk später mehrere Schichten einer neu generierten, sehr komplexen Landschaftsstruktur sichtbar machen kann.
Seine umfangreichen Ausstellungsprojekte entstehen in Zusammenarbeit, worauf dem Künstler hinzuweisen wichtig ist, indem er die Mitarbeitenden jeweils in den Publikationen und neben den Installationen Erwähnung finden.
Nach sechsjährigem Aufenthalt in New York lebt er seit 2019 in Berlin, wo er u. a. mit seinem Projekt Berl.Berl. (31000 Besucher) große Erfolge verzeichnete.

## Auswahl von Einzelausstellungen
- 2017:  Terratic Animism, Times Square Arts, New York[10]
- 2018: Re-Animated, Museum Tranen, Hellerup, Dänemark[11]
- 2019: The Deep Listener, Serpentine Gallery, London[12]
- 2020: Catharsis, Serpentine Gallery, London[13]
- 2021: Berl-Berl, Nordische Botschaften, Berghain, Berlin[14]
- 2022: Berl-Berl, ARoS Aarhus Kunstmuseum, Aarhus, Dänemark[15]
- 2023: Beyond the Glacier, Teylers Museum, Haarlem, Niederlande[16]
- 2024: The Ephemeral Lake, Hamburger Kunsthalle[17]